# Ascensor Barón
El ascensor Barón, construido en 1906, está ubicado en el cerro homónimo de Valparaíso y fue declarado Monumento Histórico el 1 de septiembre de 1988.

## Características
El ascensor Barón posee un gran valor urbano al relacionar el plan con uno de los paseos miradores de mayor interés turístico en el sector oriente del anfiteatro. Este mirador históricamente formaba parte del primitivo camino a Quillota, que unía a Valparaíso con la hacienda de las Siete Hermanas (en terreno donde hoy se alza Viña del Mar). Se ubica entre los 5 y los 35 metros sobre el nivel del mar. Tiene un largo de rieles de 55 m y un trayecto de 95 segundos.
Ubicado en el cerro Barón, comunica las avenidas España y Argentina, que quedan en el plan de la ciudad, con la avenida Diego Portales del cerro; en su cercanía se encuentra la estación Barón que conecta con el resto del área metropolitana.
Inaugurado el 17 de abril de 1909, su primer propietario fue la desaparecida Compañía de Tracción Eléctrica (CTE); este ascensor fue el primero eléctrico de la ciudad, sistema que reemplazó al anterior que utilizaba de balanzas de agua.
Fue adquirido por la Municipalidad de Valparaíso en 1979 y remodelado entre los años 1980 y 1981. Su refacción, junto a la del Paseo Diego Portales fue entregada al público el 27 de noviembre de 1981.
Este ascensor junto con el Reina Victoria antes de ser adquiridos por el municipio, perteneció a la Empresa de Transportes Colectivos del Estado, tal como también el desaparecido Ascensor Placeres.
Al igual que los otros ascensores que quedan en Valparaíso, fue declarado Monumento Histórico.